# 埃斯孔迪多港 (科爾多瓦省)
埃斯孔迪多港是哥倫比亞的城鎮，位於該國西北部，由科爾多瓦省負責管轄，距離首府蒙特里亞60公里，始建於1854年，面積423平方公里，處於海拔水平面，2005年人口24,410。

## 外部連結
- （西班牙文） Gobernacion de Cordoba - Puerto Escondido[永久]
- （西班牙文） Puerto Escondido official website

8°57′N 76°15′W / 8.950°N 76.250°W